# Jorthy Mokio
Jorthy Mokio (Gante, Flandes Oriental, Bélgica, 29 de febrero de 2008) es un futbolista belga. Juega de defensa central y su equipo actual es el Ajax de Ámsterdam de la Eredivisie, máxima categoría del fútbol neerlandés.

## Trayectoria
Debutó como profesional el 29 de marzo de 2024 con K. A. A. Gante, el entrenador Hein Vanhaezebrouck lo hizo ingresar al final del partido para enfrentar a Standard de Lieja y ganaron 5-1. Disputó su primer encuentro oficial con 16 años y la camiseta número 34.
En su primera temporada como profesional jugó 4 partidos, su equipo finalizó el torneo en séptimo lugar y posteriormente ganaron un cupo a competición europea en un play-off. Surgió el interés de equipos como Barcelona, Mánchester City, Roma, Bayern Múnich, PSV y Ajax, desde la familia de Mokio solicitaron a la Real Asociación Belga de Fútbol desvincularse de Gante amparándose en que el jugador era menor de edad.
A finales de junio de 2024 fue anunciado su fichaje por Ajax de Ámsterdam, firmó contrato hasta 2027, en principio para jugar con la reserva del club.

## Selección nacional
Ha sido internacional con la selección de fútbol de Bélgica en las categorías juveniles sub-15, sub-16, sub-17, sub-19 y sub-21.
Fue citado por primera vez a la selección absoluta en la primer fecha FIFA del 2025, para jugar el play-off de la Nations League, debutó el 20 de marzo, en el partido de ida contra Ucrania, ingresó en los minutos finales pero perdieron 3-1. En la vuelta no tuvo minutos pero ganaron 3-0 por lo que mantuvieron la categoría.

## Estadísticas
Actualizado al último partido disputado el 18 de mayo de 2025.
| Club                              | Div.          | Temporada     | Liga  | Liga  | Liga   | Copas nacionales | Copas nacionales | Copas nacionales | Copas internacionales | Copas internacionales | Copas internacionales | Total | Total | Total  |
| Club                              | Div.          | Temporada     | Part. | Goles | Asist. | Part.            | Goles            | Asist.           | Part.                 | Goles                 | Asist.                | Part. | Goles | Asist. |
| --------------------------------- | ------------- | ------------- | ----- | ----- | ------ | ---------------- | ---------------- | ---------------- | --------------------- | --------------------- | --------------------- | ----- | ----- | ------ |
| K. A. A. Gante · Bélgica          | 1.ª           | 2023-24       | 4     | 0     | 0      | -                | -                | -                | -                     | -                     | -                     | 4     | 0     | 0      |
| K. A. A. Gante · Bélgica          | Total club    | Total club    | 4     | 0     | 0      | 0                | 0                | 0                | 0                     | 0                     | 0                     | 4     | 0     | 0      |
| A. F. C. Jong Ajax · Países Bajos | 2.ª           | 2024-25       | 17    | 2     | 0      | —                | —                | —                | —                     | —                     | —                     | 17    | 2     | 0      |
| A. F. C. Jong Ajax · Países Bajos | Total club    | Total club    | 17    | 2     | 0      | 0                | 0                | 0                | 0                     | 0                     | 0                     | 17    | 2     | 0      |
| A. F. C. Ajax · Países Bajos      | 1.ª           | 2024-25       | 11    | 1     | 0      | 0                | 0                | 0                | 7                     | 1                     | 0                     | 18    | 2     | 0      |
| A. F. C. Ajax · Países Bajos      | 1.ª           | 2025-26       | 0     | 0     | 0      | 0                | 0                | 0                | 0                     | 0                     | 0                     | 0     | 0     | 0      |
| A. F. C. Ajax · Países Bajos      | Total club    | Total club    | 11    | 1     | 0      | 0                | 0                | 0                | 7                     | 1                     | 0                     | 18    | 2     | 0      |
| Total carrera                     | Total carrera | Total carrera | 32    | 3     | 0      | 0                | 0                | 0                | 7                     | 1                     | 0                     | 39    | 4     | 0      |
| 1. 2.                             |               |               |       |       |        |                  |                  |                  |                       |                       |                       |       |       |        |